# École du personnel navigant d’essais et de réception
École du personnel navigant d’essais et de réception (EPNER) є французькою школою льотчиків-випробувачів на базі ВПС Істр, Франція. Будучи однією з п'яти найкращих шкіл льотчиків-випробувачів у західній півкулі, EPNER підтримує тісні зв'язки з трьома школами: Empire Test Pilots' School (ETPS), United States Air Force Test Pilot School (USAFTPS) і United States Naval Test Pilot School (USNTPS).
EPNER проводить підготовку льотчиків-випробувачів, інженерів-випробувачів, бортінженерів і техніків, які беруть участь у льотних випробуваннях, а також авіадиспетчерів, які беруть участь в управлінні льотними випробуваннями.

## Знамениті випускники
- Жан-Лу Кретьєн, французький космонавт, бригадний генерал, Герой Радянського Союзу (1982)